# Prise de Miraflores
Conflit armé colombien
Batailles
Années 1970

Anorí
Années 1980

Palais de justice
Années 1990
- Casa Verde
- Girasoles
- Las Delicias
- Quebrada El Billar
- Miraflores
- Mitú

Années 2000
- Berlín
- Reprise de la zone démilitarisée
- Alcatraz
- Jaque
- Fénix
- Dinastía

Années 2010
- Camaleón
- Sodoma
- Némésis
- Odiseo
- Combats de 2013 (processus de paix)

La prise de Miraflores est une attaque menée par les Forces armées révolutionnaires de Colombie le 3 août 1998 contre une base de lutte contre les stupéfiants de la police nationale colombienne et d'un bataillon de l'armée nationale colombienne.

## Suites et réactions
En 2010, à la suite de l'opération Caméléon menée par l'armée nationale colombienne, deux otages, Arbey Delgado et William Donato Gómez, qui passèrent près de douze ans de captivité aux mains des FARC après avoir été fait prisonniers par la guérilla lors de la prise de Miraflores, furent libérés,.